# Kondensatormikrofon
En kondensatormikrofon er en mikrofon som baserer sig på en elektrisk kondensator, som varierer sin kapacitans i takt med opfangede lydsvingningers amplitude. I 1916 udviklede og patenterede E.C. Wente fra Western Electric verdens første kondensatormikrofon. Kondensatormikrofonen blev for første gang masseproduceret af Georg Neumann i 1928 (CMV 3).
En kondensatormikrofon bliver typisk anvendt i studier til studieoptagelser. Den har en meget højere følsomhed end den mere almindelige dynamiske mikrofon. Kondensatormikrofonen benytter noget der hedder phantom power, altså en strømforsyning der "transporterer" lydsignalet, eller rettere sagt, bruges der strøm til en intern forstærkning af lyden.

## Følsomhed
På grund af den høje følsomhed bør en kondensatormikrofon monteres i en såkaldt spider der består af elastikker som mikrofonen hænger i så den ikke opfanger lyd fra lokalet igennem mikrofonstativet.

## Virkemåde
En kondensatormikrofon er en variabel elektrisk kondensator. Men kondensatorens ene skiveflade, består af en fleksibel tynd fladeskive, med en endnu tyndere elektrisk ledende flade på. Denne flade svinger i takt med de akustiske bølger, som rammer den. Kondensatorens anden skiveflade består typisk af en ufleksibel perforeret elektrisk ledende fladeskive. Perforeringen tillader akustiske bølger at passere.
Der skal være en højimpedanset jævnspænding over den rå kondensatormikrofon. Via en højimpedanset elektrisk forstærker registeres spændingsændringer grunden variationen af den variable elektriske kondensators kapacitans. Da ladningen stort set er konstant og kapacitansen varierer omvendt proportionalt med afstanden mellem de to flader, vil spændingen over den variable kondensator variere - og den kan måles som et elektrisk signal. En kondensatormikrofons hvilekapacitans er typisk mellem 5 og 100 pF.
Typisk er der rundt om kondensatormikrofonen et elektrisk ledende net som skærmer mikrofonen mod eksterne elektriske felter, som ellers ville blive opfanget og give uønsket signalstøj.
For en kondensator med konstant kapacitans C gælder, at spændingen V over den er proportionalt med den lagrede ladning Q:
{\displaystyle V={\frac {Q}{C}}}
For en variabel kondensator med variabel kapacitans C (kondensatormikrofon) - og fastholdt lagret ladning Q gælder, at spændingen V spændingen varierer proportionalt med kapacitansen C:
{\displaystyle V={\frac {Q}{C}}}
Et øjebliksbillede kunne være at kapacitansen C er halveret (urealistisk i praksis), hvilket giver at V fordobles (husk fastholdt lagret ladning Q):
{\displaystyle 2*V={\frac {Q}{({\frac {C}{2}})}}}